# 인간과 전장
《인간과 전장》은 1984년 3월 10일에 방영된 TV문학관이다.

## 줄거리
중국군은 인해전술로 고지를 점령하기 위해 병사들에게 고량주를 잔뜩 마시게 하고 돌격명령을 한다. 꽹과리를 치고 피리를 불며 술에 취한 병사들은 죽음 위로 기어 올라가는데 그 속에 섞여 있던 췌유(김순철)라는 중늙은이 병사는 방망이 수류탄을 던진다는 것이 고량주병을 던지고 쓰러져 결국 미군의 포로가 되고 만다. 한 사람 한 사람 전쟁의 참혹함 속에서 죽어가는 용사들 가운데 자신이 왜 한국전쟁에 참전했는지, 이데올로기가 무엇인지도 모르는 췌유와 마지막 남은 흑인 병사는 이러한 삶과 죽음의 처절한 고독을 함께 하며 끝없는 행진을 계속하는데...

## 출연
- 김순철
- Dennis H. Christen
- James E. Smith
- Ernst R. Keidel
- Terry R. Krause
- Mike Aivarado
- Rayfield Brittenum
- Tim Gilder
- 이현두
- 박용식
- 박시영
- 유순철
- 이두섭
- 고광우
- 정종준
- 임택선
- 임영식
- 최헌철
- 전영수
- 최건호
- 이진숙
- 최성우
- 김주연